# Ronni Boysen
Ronni Auðar-Boysen (født i 1974) og opvokset i Åbyhøj ved Aarhus er en dansk bluesmusiker og guitarist. I 2010 modtog han Blues Kartellets Ærespris. I 2013 modtog han prisen som Årets Blues Navn i Danmark. Han modtog prisen med begrundelsen:
"Prisen gives for din betydelige indsats på den danske og internationale bluesscene. Med modent, veldefineret og virtuost guitarspil holder du især den klassiske, elektriske post war blues i hævd, men du udvider også horisonten og udforsker andre stilarter. Dit talent og din professionalisme har medført, at du er en yderst respekteret og efterspurgt guitarist både inden- og udenfor landets grænser, og med stigende international eksponering repræsenterer du også dansk blues på fornemste vis."
Desuden modtog han i 2018 prisen som 'Årets Guitarist' i det Britiske 'Blues Lounge Radio Show', hvor Kokomo Kings samtidig blev kåret som 'Årets Band 2018'.
Ronni Boysen spiller bl.a. med Kokomo Kings (S), Mud Morganfield (US) Trainman Blues (Vinder af Blues Challenge 2018, samt DMA for Årets Blues Udgivelse 2018), Hans Knudsen, samt en række af den danske bluesscenes etablerede musikere, bl.a. Troels Jensen, Big Creek Slim, Kent Thomsen, Esben Just, Ole 'Fessor' Lindgren og Peter Nande. Han har også spillet med en række internationalt kendte musikere, bl.a. Mud Morganfield (søn af Muddy Waters), Lazy Lester (US), James Harman (US), Gary Primich (US), Lurrie Bell (US) ,R.J.Mischo (US), Nathan James (US), Big Joe Louis (UK), West Weston (UK), Diunna Greenleaf (US), Keith Dunn (US) , Hook Herrera (US), ligesom han har medvirket live i Jools Holland Show på BBC.. I 2020 startede han i Nello & The Helping Hand Blues Band.
Har desuden delt scene med bl.a. Charlie Musselwhite, Sherman Robertson, Sugar Ray Norcia, Bob Margolin, Alan Haynes, DeDe Priest,John Primer m.fl.